# Conti di Redondesco
I conti di Redondesco costituiscono un ramo di una nobile famiglia di età medievale e di antica origine, dotata di titolo comitale, stanziata patrimonialmente nel territorio al confine fra le attuali province di Brescia, Mantova, Verona e Cremona, ed attestata dal secolo X al XV: gli Ugoni-Longhi.

## Origini
Alla fine dell'XI secolo nel territorio di Redondesco – anzi, in territorio Curtis et Castris Redolisco – avevano dei possedimenti i conti Ugoni-Longhi di Sabbioneta-Desenzano Ugo e Matilde, come risulta dal testamento della stessa contessa Matilde del 1107, col quale essa lasciava al monastero di San Tommaso in Acquanegra molti suoi beni, tra cui appunto omnes res sibi pertinentes nella corte e nel castello suddetti. 
Redondesco compare di nuovo nel patrimonio disponibile dei conti di Sabbioneta, stavolta i coniugi Umberto e Berta, nel 1119, quando beni siti, fra gli altri luoghi, in Rodendisco furono donati ad un Ottone Piscine.

## Storia e genealogia

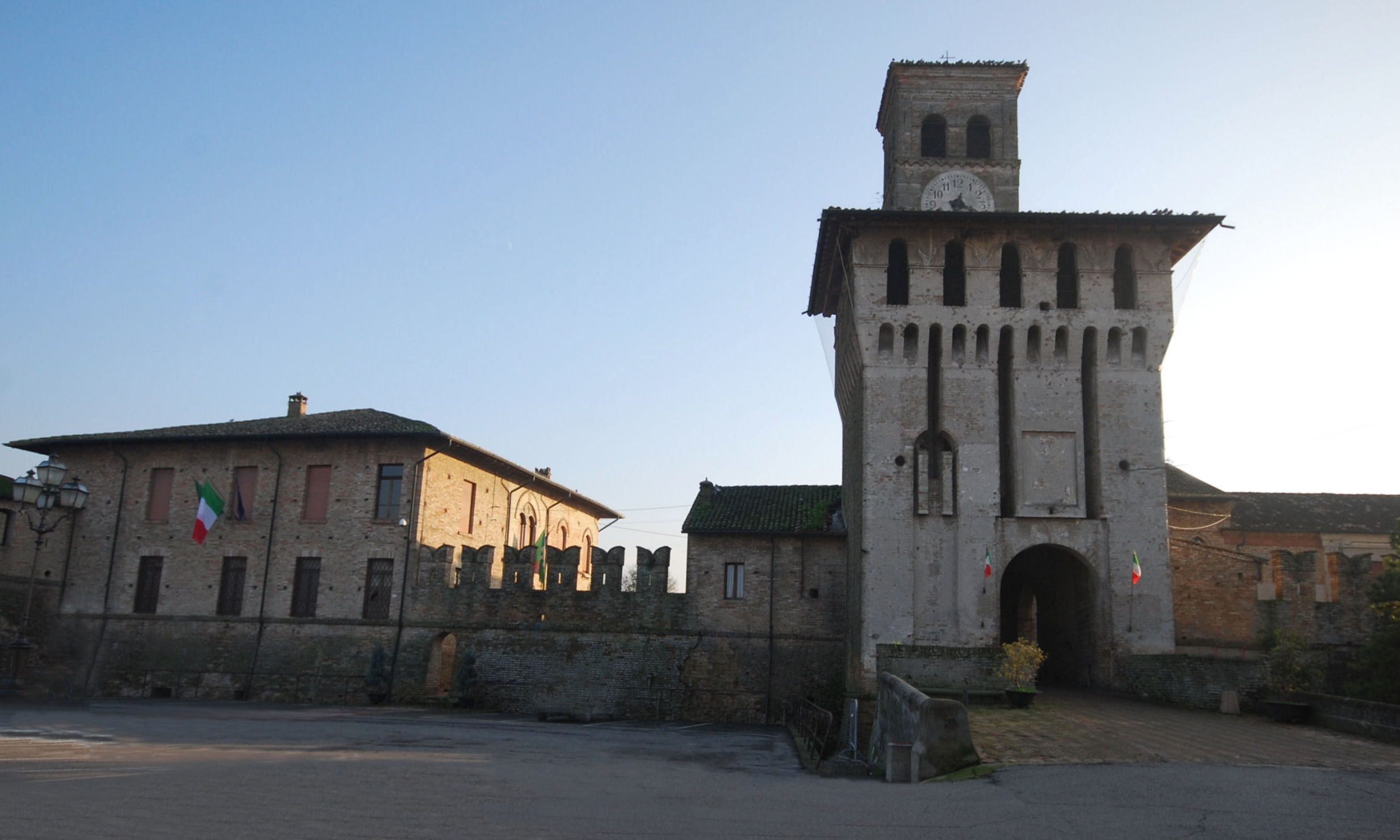
Castello di Redondesco

I conti di Casaloldo, San Martino Gusnago, Montichiari, Asola, Mosio, Marcaria, ed anche Redondesco, tutte famiglie che si affermano alla metà del XII secolo, e che per distinguersi prendono il nome ciascuna dal feudo sede della loro residenza o dei loro principali interessi, pur rimanendo in possesso comune e porzionario del comitatus, sono discesi dalle stirpi dei cosiddetti conti di Sabbioneta e dei conti Arduini di Parma.
In quanto sede di proprietà e diritti dei conti Ugoni e Longhi, Redondesco compare più volte nel processo dei conti di Montichiari del 1228: da Redondesco provengono anche numerosi testimoni chiamati a deporre sulle ragioni dei conti nelle loro terre sul Bresciano. Uno di essi ricorda che ha sempre udito dire che Sabbioneta, Commessaggio, Marcaria, Mosio, Redondesco, Asola, Castel Goffredo, Carpenedolo, Montichiari, sono terre del comitato e che quelli della casata del conte Ugone si chiamano conti di Montichiari; che uno di essi fece cavare gli occhi a due uomini di Redondesco, trovati a tagliare le viti in quella terra.
Solo i discendenti dei conti Pizio e di Egidio, viventi a cavallo tra secolo XII e secolo XIII, cominciano a portare i titoli di conti di Marcaria o di Redondesco: per quest'ultimo predicato, in particolare, la prima attestazione sembra riguardare il conte Oberto di Redondesco, figlio forse di Egidio, podestà di Parma nel 1225 e 1230, e di Ferrara nel 1233.
Suo probabile fratello è il conte Viscardo o Guizzardo di Redondesco, podestà di Cremona nel 1230, di Padova nel 1244-1245, vicario imperiale per la Marca Trevigiana, dall'Oglio a Trento, nel 1244, bandito dal comune di Mantova per alcuni misfatti accaduti a Marcaria intorno al 1250, come è scritto su uno degli affreschi di Palazzo della Ragione.
Dopo questi due conti il predicato da Redondesco sembra sparire dalla documentazione: è possibile comunque osservare che esso è adoperato in stretta connessione con l'altro titolo di Marcaria – il primo conte detto da Marcaria è Gualfredo, forse cugino di Viscardo ed Oberto -, decisamente più usato; col tempo, quindi, potrebbe essere stato da esso soppiantato. L'ipotesi è che i predicati di Marcaria e di Redondesco – a cui bisogna aggiungere anche di Bizzolano, attestato solo per i discendenti di Vizolo, fratello di Egidio e Pizio -, data anche la reciproca vicinanza di questi luoghi, tutti giacenti sul tratto del fiume Oglio diviso tra i distretti bresciano e mantovano, vadano riferiti ad un unico ramo comitale, che presto assumerà l'unico cognome di Marcaria. 
Così, non molte sono le notizie circa il comportamento dei pochi conti detti di Redondesco, ed il modo in cui amministrarono questo territorio.